# Ajaramu Shelton
Ajaramu J. Shelton (eigentlich Joseph A. Shelton, * um 1940; † Dezember 2006 in Detroit) war ein US-amerikanischer Jazzmusiker (Schlagzeug, Perkussion), der in Chicago im Umfeld der Association for the Advancement of Creative Musicians auch als Musikpädagoge aktiv war.

## Leben und Wirken
Shelton begann seine Karriere um 1960 in Chicago in den Soul-Jazz-Bands von Gene Ammons (Just Jug, 1961), Eddie Harris, Sonny Stitt, Clarence Shaw und Baby Face Willette (Behind the 8-Ball, 1965); dabei benutzte er das Pseudonym Gerald Donovan. Ab den späten 1960er-Jahren arbeitete er vermehrt in der Avantgarde-Jazzszene Chicagos u. a. mit Maurice McIntyre (Humility in the Light of Creator, 1969) und Amina Claudine Myers. In New York wirkte er 1973 an einer letzten Session von Gene Ammons mit Sonny Stitt (Together Again for the Last Time, Prestige) mit, Shelton war u. a. Hamid Drakes Schlagzeuglehrer und Mentor in Chicagos AACM.
In den 1970er-Jahren leitete Shelton das Vanguard Ensemble, dem u. a. Amina Claudine Myers angehörte. Seinem Ensemble gehörten um 1977 auch Douglas Ewart, Wallace McMillan und Kahil El’Zabar an. 1980 trat er auf dem 15. AACM-Fest mit seinem eigenen Ensemble auf.  Das Ajaramu Ensemble hatte zwei Schlagzeuger (Thurman Barker und Ajaramu selbst) und einen Holzbläser, der auch als Perkussionist fungierte.
In den 1970er-Jahren spielte Shelton (der sich nun häufig lediglich Ajaramu nannte) außerdem regelmäßig im Sextett von Fred Anderson (mit Billy Brimfield, Trompete, Jim Baker, Piano und Michael Christol, Bass). In der Vevet Lounge trat er außerdem im Duett mit dem Saxophonisten auf. Zu hören ist er auf Andersons Album Black Horn Long Gone (1993), mit Malachi Favors. In den frühen 2000er-Jahren war er noch an einem Album seines Sohnes, des Tenorsaxophonisten Skeeter C. R. Shelton (Skeeter) beteiligt; außerdem spielte er (u. a. mit Roy Brooks) bei Hakim Jami and the Street Band (Album Volume 2).